# Многогранник
Многогранник или полиэдр — обычно замкнутая поверхность, составленная из многоугольников, но иногда так же называют тело, ограниченное этой поверхностью, а также обобщения на другие размерности.

## Определение
Трёхмерный многогранник — совокупность конечного числа плоских многоугольников в трёхмерном евклидовом пространстве, такая, что:
1. каждая сторона любого из многоугольников есть одновременно сторона другого (но только одного), называемого смежным с первым (по этой стороне);
2. связность: от любого из многоугольников, составляющих многогранник, можно дойти до любого из них, переходя к смежному с ним, а от этого, в свою очередь, к смежному с ним, и так далее.

Эти многоугольники называются гранями, их стороны — рёбрами, а их вершины — вершинами многогранника.
Приведённое определение многогранника получает различный смысл в зависимости от того, как определить многоугольник, для которого возможны следующие два варианта:
- Плоские замкнутые ломаные (хотя бы и самопересекающиеся);
- Части плоскости, ограниченные ломаными.

В первом случае мы получаем понятие звёздчатый многогранник. Во втором — многогранник есть поверхность, составленная из многоугольных кусков. Если эта поверхность сама себя не пересекает, то она есть полная поверхность некоторого геометрического тела, которое также называется многогранником. Отсюда возникает третье определение многогранника, как самого геометрического тела.
n-мерный многогранник определяется индуктивно, используя (n-1)-мерные многогранники вместо многоугольников.

## Связанные определения
Многогранник с n гранями называют n-гранником.
В частности, тетраэдр — четырёхгранник, додекаэдр — двенадцатигранник, икосаэдр — двадцатигранник и т. д.

## Выпуклый многогранник
Многогранник называется выпуклым, если он весь расположен по одну сторону от плоскости каждой его грани.
Для выпуклого трёхмерного многогранника верна теорема Эйлера В + Г − Р = 2, где В — количество вершин многогранника, Г — количество граней, Р — количество рёбер.

## Вариации и обобщения
- Бесконечный многогранник допускает в определении конечное число неограниченных граней и рёбер.

- Криволинейные многогранники допускают криволинейные рёбра и грани.

- Сферический многогранник.